# Angelika Geyer
Angelika Geyer (* 8. Februar 1948 in Werneck) ist eine deutsche Klassische Archäologin.

## Leben
Angelika Geyer legte im Juli 1967 ihr Abitur an der Olympia-Morata-Schule in Schweinfurt ab und begann noch im selben Jahr ein Studium der Latinistik, der älteren und neueren Germanistik und der Klassischen Archäologie an der Universität Würzburg. Zu ihren Lehrern gehörten dort Carl Joachim Classen, Ernst Siegmann und Erika Simon. Im Frühjahr 1973 bestand sie die wissenschaftliche Prüfung für das Lehramt an Gymnasien in den Fächern Latein und Germanistik. Daran schloss sich die durch ein Graduiertenstipendium geförderte Arbeit an ihrer Dissertation in Klassischer Archäologie an. Diese hatte den Titel Zum Problem des Realitätsgehaltes in der dionysischen Bildkunst der römischen Kaiserzeit. Zwischen 1974 und 1976 weilte sie deshalb auch bei zwei Studienaufenthalten in Rom. Die Promotion erfolgte am 17. Februar 1976 an der Universität Würzburg im Fach Klassische Archäologie sowie den Nebenfächern Latein und Neuere Deutsche Literaturwissenschaft. Die Dissertation erhielt den Dissertationspreis des Kuratoriums der Unterfränkischen Gedenkjahrstiftung für Wissenschaft. An die Promotion schloss sich von März 1976 bis September 1977 eine Tätigkeit als wissenschaftliche Hilfskraft am Deutschen Archäologischen Institut, Abteilung Rom an, wo Geyer an der  Bibliographie der Byzantinischen Zeitschrift mitwirkte und zahlreiche Kurzrezensionen verfasste. 1977/78 bereiste sie als Reisestipendiatin des Deutschen Archäologischen Instituts Oberitalien, Griechenland, Ägypten, Syrien, Jordanien, Israel, Türkei und Sizilien. Zwischen November 1978 und April 1980 war Geyer erneut wissenschaftliche Hilfskraft am Deutschen Archäologischen Institut, Abteilung Rom, wo sie am zweiten Band des Repertoriums der christlich-antiken Sarkophage mitarbeitete.
Im November 1980 wurde Geyer Wissenschaftliche Angestellte am Institut für Klassische Philologie und Archäologie der Universität Regensburg, von 1981 bis 1987 war sie dort Akademische Rätin auf Zeit. Im Februar 1988 habilitierte sie sich in Regensburg für Klassische Archäologie und wurde Mitte 1988 Akademische Oberrätin, ein Jahr später Oberassistentin. Zum Januar 1991 erfolgte ein Ruf auf eine C 3-Professur der Universität Bamberg, wo Geyer die Klassische Archäologie als Magister- und Promotionsstudiengang aufbaute. Zum September 1993 wurde sie in Nachfolge von Gerhard Zinserling C 4-Professorin für Klassische Archäologie an der Universität Jena sowie nominell Leiterin der dortigen Antikensammlung. Sie war damit dort die erste Vertreterin ihres Faches in der leitenden Position nach der Neustrukturierung der Universität nach der Wende und der Deutschen Wiedervereinigung. Von April 1995 bis März 1997 fungierte Geyer als Direktorin des Instituts für Altertumswissenschaften der Universität Jena, von Oktober 1997 bis September 1999 war sie Dekanin der Philosophischen Fakultät und von April 2005 bis März 2007 erneut Direktorin des Instituts für Altertumswissenschaften. Geyer wurde 2013 emeritiert. Ihre Nachfolgerin trat 2014 Eva Winter an.
Seit Mitte 1991 ist Geyer Korrespondierendes Mitglied des Deutschen Archäologischen Instituts. 1997 wurde sie Mitglied der Akademie gemeinnütziger Wissenschaften zu Erfurt.
Sie forscht zu verschiedensten Themen, so zur antiken Bildmalerei, zu griechischen Reliefs, römischen Mosaiken und römischer Architektur sowie zur Antikensammlung der Universität Jena. Mit Unterstützung der Deutschen Forschungsgemeinschaft forschte sie bis 2003 am römischen Kastell Apsaros in Georgien und bis 2004 zum sogenannten Tempel in Quinta de Marim in Portugal.

## Schriften
- Das Problem des Realitätsbezuges in der dionysischen Bildkunst der Kaiserzeit (= Beiträge zur Archäologie Band 10). Triltsch, Würzburg 1977, ISBN 3-87825-033-9 (Dissertation).
- Die Genese narrativer Buchillustration. Der Miniaturenzyklus zur Aeneis im Vergilius Vaticanus (= Frankfurter wissenschaftliche Beiträge Kulturwissenschaftliche Reihe Band 17). Klostermann, Frankfurt am Main 1989, ISBN 3-465-01888-5 (Habilitationsschrift).

Daneben gab Geyer die Reihen Jenaer Hefte zur klassischen Archäologie und Jenaer Forschungen in Georgien sowie weitere Publikationen der Jenaer Antikensammlung oder verwandter Fachbereiche heraus.